# Recorduri naționale la atletism (România)
Aceasta este o listă de recorduri naționale din România la atletism actualizată periodic de Federația Română de Atletism (FRA).

## În aer liber

### Masculin
| Probă                | Record | Atlet                                                                        | Data               | Întâlnire                              | Loc                            |
| -------------------- | --- | ---------------------------------------------------------------------------- | ------------------ | -------------------------------------- | ------------------------------ |
| 100 m                | 10,21 (+0,2 m/s) | Daniel Cojocaru                                                              | 17 iunie 1994      |                                        | București, România             |
| 200 m                | 20,70 (+1,0 m/s) | Florin Suciu                                                                 | 24 iulie 2005      |                                        | Novi Sad, Serbia și Muntenegru |
| 400 m                | 44,74 | Mihai Dringo                                                                 | 28 iunie 2025      |                                        | Maribor, Slovenia              |
| 800 m                | 1:44,93 | Cătălin Tecuceanu                                                            | 14 septembrie 2021 |                                        | Zagreb, Croația                |
| 1500 m               | 3:34,13 | Alexandru Vasile                                                             | 13 iunie 1997      |                                        | București, România             |
| Milă                 | 3:57,73 | Ioan Zăizan                                                                  | 17 iulie 2013      | Morton Games                           | Finglas, Irlanda               |
| 3000 m               | 7:53,19 | Valentin Coroja                                                              | 18 iunie 1989      |                                        | Varșovia, Polonia              |
| 5000 m               | 13:15,0 | Ilie Floroiu                                                                 | 23 iulie 1978      |                                        | București, România             |
| 5 km                 | 14:07 | Stefan Iulius Gavril                                                         | 16 februarie 2020  | 5 km Herculis, Monaco                  | Monaco                         |
| 10 000 m             | 27:40,06 | Ilie Floroiu                                                                 | 29 august 1978     | Campionatele Europene                  | Praga, Cehoslovacia            |
| 10 km                | 28:53 | Stefan Iulius Gavril                                                         | 22 decembrie 2019  |                                        | Dakhla, Maroc                  |
| 15 km                | 44:48 | Nicolae Negru                                                                | 28 octombrie 2000  |                                        | Tulsa, Statele Unite           |
| 1 oră                | 19707 m | Nicolae Mustață                                                              | 17 octombrie 1971  |                                        | București, România             |
| 20 km                | 1:02:01 | Cristenel Irimia                                                             | 2 septembrie 2007  |                                        | Zalău, România                 |
| Semimaraton          | 1:01:45 | Nicolae Negru                                                                | 4 octombrie 1997   | Campionatul Mondial de semimaraton     | Košice, Slovacia               |
| 25 km                | 1:18:14 | Constantin Ștefan                                                            | 27 aprilie 1975    |                                        | Hluboka, Cehoslovacia          |
| Maraton              | 2:12:30 | Cătălin Andreica                                                             | 3 septembrie 1978  | Campionatele Europene                  | Praga, Cehoslovacia            |
| 110 m garduri        | 13,34 (+1,0 m/s) | George Boroi                                                                 | 18 iunie 1993      |                                        | București, România             |
| 400 m garduri        | 49,22 | Alejandro Argudín-Zaharia                                                    | 4 septembrie 1997  | Jocurile Francofoniei                  | Antananarivo, Madagascar       |
| 3000 m obstacole     | 8:13,26 | Florin Ionescu                                                               | 21 august 1999     | Campionatele Mondiale                  | Sevilla, Spania                |
| Săritură în înălțime | 2,40 m | Sorin Matei                                                                  | 20 iunie 1990      |                                        | Bratislava, Cehoslovacia       |
| Săritură cu prăjina  | 5,50 m | Tiberiu Agoston                                                              | 13 iunie 2003      |                                        | Pierre-Bénite, Franța          |
| Săritură cu prăjina  | 5,50 m | Tiberiu Agoston                                                              | 28 august 2003     | Universiada                            | Daegu, Coreea de Sud           |
| Săritură în lungime  | 8,37 m (+1,5 m/s) | Bogdan Tudor                                                                 | 9 iulie 1995       |                                        | Bad Cannstatt, Germania        |
| Triplusalt           | 17,81 m (+1,0 m/s) | Marian Oprea                                                                 | 5 iulie 2005       | Athletissima                           | Lausanne, Elveția              |
| Aruncarea greutății  | 21,29 m | Rareș Toader                                                                 | 13 iunie 2021      |                                        | Brno, Cehia                    |
| Aruncarea discului   | 68,12 m | Iosif Naghi                                                                  | 22 mai 1983        |                                        | Zaragoza, Spania               |
| Aruncarea ciocanului | 77,60 m | Nicolae Bândar                                                               | 1 iunie 1986       |                                        | București, România             |
| Aruncarea suliței    | 88,37 m | Alexandru Novac                                                              | 5 iulie 2018       |                                        | Nembro, Italia                 |
| Decatlon             | 7843 (m) | Vasile Bogdan                                                                | 7–8 iunie 1975     |                                        | Paris, Franța                  |
| Decatlon             | 10,9 (100 m), 7,26 m (săritură în lungime), 13,93 m (aruncarea greutății), 1,95 m (săritură în înălțime), 50,8 (400 m) / 15,0 (110 m garduri), 41,46 m (aruncarea discului), 4,70 m (săritură cu prăjina), 59,80 m (suliță), 4:19,7 (1500 m)   |                                                                              |                    |                                        |                                |
| Decatlon             | 7730 | Ion Buligă                                                                   | 11-12 iulie 1984   |                                        | București, România             |
| Decatlon             | 11,30 (100 m), 6,77 (săritură în lungime), 13,47 m (aruncarea greutății), 2,14 m (săritură în înălțime), 49,19 (400 m) / 15,56 (110 m garduri), 43,08 m (aruncarea discului), 4,40 m (săritură cu prăjina), 57,68 m (suliță), 4:29,30 (1500 m) |                                                                              |                    |                                        |                                |
| 20 km marș           | 1:21:06 | Costică Bălan                                                                | 14 iunie 1996      |                                        | București, România             |
| 35 km marș           | 2:37:23 | Narcis Mihăilă                                                               | 21 mai 2023        |                                        | Poděbrady, Cehia               |
| 50 km marș           | 3:55:29 | Marius Cocioran                                                              | 16 mai 2021        | Campionatul European de Marș pe echipe | Poděbrady, Cehia               |
| 4x100 m ștafetă      | 39,18 | România · Costin Homiuc · Alexandru Terpezan · Ionuț Neagoe · Petre Rezmiveș | 15 iulie 2018      |                                        | Erzurum, Turcia                |
| 4x400 m ștafetă      | 3:04,23 | România · Vasile Boboș · Florin Suciu · Cătălin Cîmpeanu · Ioan Vieru        | 12 august 2006     | Campionatele Europene                  | Göteborg, Suedia               |

### Feminin
| Probă                | Record | Atlet                                                                     | Data              | Întâlnire                                | Loc                       |
| -------------------- | --- | ------------------------------------------------------------------------- | ----------------- | ---------------------------------------- | ------------------------- |
| 100 m                | 11,30 (+0,5 m/s) | Ionela Târlea                                                             | 19 iunie 1999     |                                          | Paris, Franța             |
| 200 m                | 22,35 (+1,3 m/s) | Ionela Târlea                                                             | 13 mai 1999       |                                          | Doha, Qatar               |
| 300 m                | 36,20 | Ionela Târlea                                                             | 3 mai 2003        |                                          | Ciudad de México, Mexic   |
| 400 m                | 49,88 | Ionela Târlea                                                             | 12 iulie 1999     |                                          | Palma de Mallorca, Spania |
| 800 m                | 1:55,05 | Doina Melinte                                                             | 1 august 1982     |                                          | București, România        |
| 1000 m               | 2:31,5 | Maricica Puică                                                            | 1 iunie 1986      |                                          | Poiana Brașov, România    |
| 1500 m               | 3:53,96 | Paula Ivan                                                                | 1 octombrie 1988  | Jocurile Olimpice                        | Seul, Coreea de Sud       |
| milă                 | 4:15,61 | Paula Ivan                                                                | 10 iulie 1989     |                                          | Nisa, Franța              |
| 2000 m               | 5:28,69 | Maricica Puică                                                            | 11 iulie 1986     |                                          | Londra, Regatul Unit      |
| 3000 m               | 8:21,42 | Gabriela Szabo                                                            | 19 iulie 2002     | Herculis                                 | Monaco                    |
| 5000 m               | 14:31,48 | Gabriela Szabo                                                            | 1 septembrie 1998 | ISTAF                                    | Berlin, Germania          |
| 10 000 m             | 31:11,24 | Mihaela Botezan                                                           | 27 august 2004    | Jocurile Olimpice                        | Atena, Grecia             |
| 10 km                | 30:52 | Joan Chelimo Melly                                                        | 27 aprilie 2024   |                                          | Herzogenaurach, Germania  |
| 15 km                | 48:29 | Constantina Tomescu                                                       | 14 iulie 2002     |                                          | Utica, SUA                |
| 20 km                | 1:03:23 | Constantina Tomescu                                                       | 8 octombrie 2006  | Campionatul Mondial de alergări pe șosea | Debrețin, Ungaria         |
| Semimaraton          | 1:08:34 | Lidia Șimon                                                               | 10 ianuarie 2000  |                                          | Tokio, Japonia            |
| Semimaraton          | 1:08:07+ X # | Constantina Diță-Tomescu                                                  | 22 octombrie 2006 | Chicago Marathon                         | Chicago, SUA              |
| 25 km                | 1:21:31+ X # | Constantina Diță-Tomescu                                                  | 22 octombrie 2006 | Chicago Marathon                         | Chicago, SUA              |
| 25 km                | 1:24:34 | Cristina Costea                                                           | 2 mai 1999        | Berlin 25K                               | Berlin, Germania          |
| 30 km                | 1:43:53 | Nuța Olaru                                                                | 3 august 2003     |                                          | Snagov, România           |
| Maraton              | 2:18:04 | Joan Chelimo Melly                                                        | 17 aprilie 2022   | Maratonul Internațional de la Seul       | Seul, Coreea de Sud       |
| 100 m garduri        | 12,62 | Mihaela Pogăcean                                                          | 29 iunie 1990     |                                          | Villeneuve d'Ascq, Franța |
| 400 m garduri        | 53,25 | Ionela Târlea                                                             | 7 iulie 1999      | Golden Gala                              | Roma, Italia              |
| 3000 m obstacole     | 9:16,85 | Cristina Casandra                                                         | 17 august 2008    | Jocurile Olimpice                        | Beijing, China            |
| Săritură în înălțime | 2,02 m | Monica Iagăr                                                              | 6 iunie 1998      |                                          | Budapesta, Ungaria        |
| Săritură în înălțime | 2,02 m | Monica Iagăr                                                              | 17 iunie 2000     |                                          | Villeneuve d'Ascq, Franța |
| Săritură cu prăjina  | 4,22 m | Gabriela Mihalcea                                                         | 11 iunie 1999     |                                          | Dreux, Franța             |
| Săritură în lungime  | 7,43 m (+1,4 m/s) | Anișoara Cușmir-Stanciu                                                   | 4 iunie 1983      |                                          | București, România        |
| Triplusalt           | 15,16 m (+0,1 m/s) | Rodica Mateescu                                                           | 4 august 1997     | Campionatele Mondiale                    | Atena, Grecia             |
| Aruncarea greutății  | 21,00 m | Mihaela Loghin                                                            | 30 iunie 1984     |                                          | Formia, Italia            |
| Aruncarea discului   | 73,84 m | Daniela Costian                                                           | 30 aprilie 1988   |                                          | București, România        |
| Aruncarea ciocanului | 76,07 m | Mihaela Melinte                                                           | 29 august 1999    |                                          | Rüdlingen, Elveția        |
| Aruncarea suliței    | 65,08 m | Ana Mirela Țermure                                                        | 10 iunie 2001     |                                          | București, România        |
| Heptatlon            | 6619 | Liliana Năstase                                                           | 1–2 august 1992   | Jocurile Olimpice                        | Barcelona, Spania         |
| Heptatlon            | 12,86 (100 m garduri), 1,82 m (săritură în înălțime), 14,34 m (aruncarea greutății), 23,70 (200 m) / 6,49 m (săritură în lungime), 41,30 m (suliță), 2:11,22 (800 m) |                                                                           |                   |                                          |                           |
| 10 km marș           | 42:16 | Norica Câmpean                                                            | 9 mai 1999        |                                          | Calella, Spania           |
| 20 km marș           | 1:27:41 | Claudia Ștef                                                              | 5 iunie 2004      |                                          | A Coruña, Spania          |
| 35 km marș           | 2:59:18 | Ana Rodean                                                                | 21 mai 2023       | Cupa Europeană de marș pe echipe         | Poděbrady, Cehia          |
| 4x100 m ștafetă      | 44,18 | România · Doina Voinea · Lucia Militaru · Mihaela Pogăcean · Marieta Ilcu | 2 august 1985     |                                          | Stara Zagora, Bulgaria    |
| 4x400 m ștafetă      | 3:25,68 | România · Otilia Ruicu · Alina Rîpanu · Ana Maria Barbu · Ionela Târlea   | 20 iunie 1999     |                                          | Paris, Franța             |

### Mixt
| Probă           | Record  | Atlet                                                                  | Data          | Întâlnire | Loc               |
| --------------- | ------- | ---------------------------------------------------------------------- | ------------- | --------- | ----------------- |
| 4x400 m ștafetă | 3:25,68 | România · Mihai Dringo · Ștefania Uță · Mario Dobrescu · Andrea Miklos | 29 iunie 2025 |           | Maribor, Slovenia |

## Atletism de sală

### Masculin
| Probă                | Record | Atlet                                                                 | Data              | Întâlnire             | Loc                 |
| -------------------- | --- | --------------------------------------------------------------------- | ----------------- | --------------------- | ------------------- |
| 60 m                 | 6,60 | Johann Schromm                                                        | 14 februarie 1981 |                       | București, România  |
| 200 m                | 20,94 | Ioan Vieru                                                            | 18 ianuarie 2004  |                       | Mannheim, Germania  |
| 400 m                | 45,94 | Ioan Vieru                                                            | 2 martie 2002     | Campionatele Europene | Viena, Austria      |
| 800 m                | 1:47,21 | Petru Drăgoescu                                                       | 2 martie 1985     | Athina                | Atena, Grecia       |
| 1500 m               | 3:40,30 | Ionuț Zăizan                                                          | 28 ianuarie 2014  |                       | Viena, Austria      |
| 3000 m               | 7:48,47 | Ovidiu Olteanu                                                        | 6 februarie 1998  |                       | Budapesta, Ungaria  |
| 60 m garduri         | 7,50 | George Boroi                                                          | 15 februarie 1994 | Meeting Pas de Calais | Liévin, Franța      |
| Săritură în înălțime | 2,38 m | Sorin Matei                                                           | 3 februarie 1995  |                       | Wuppertal, Germania |
| Săritură cu prăjina  | 5,61 m | Tiberiu Agoston                                                       | 5 martie 2001     |                       | Toulouse, Franța    |
| Săritură în lungime  | 8,30 m | Bogdan Țăruș                                                          | 29 ianuarie 2000  |                       | București, România  |
| Triplusalt           | 17,74 m | Marian Oprea                                                          | 18 februarie 2006 |                       | București, România  |
| Aruncarea greutății  | 21,27 m | Rareș Toader                                                          | 9 martie 2025     |                       | Apeldoorn, Olanda   |
| Heptatlon            | 5562 | Bogdan Popa                                                           | 29 februarie 2012 |                       | București, România  |
| Heptatlon            | 7,19 (60 m), 7,30 m (săritură în lungime), 11,40 m (aruncarea greutății), 2, 07 m (săritură în înălțime) / 8,47 (60 m garduri), 4,80 m (săritură cu prăjina), 2:55,81 (1000 m) |                                                                       |                   |                       |                     |
| 5000 m marș          | 18:59,24 | Costică Bălan                                                         | 19 februarie 2000 |                       | București, România  |
| 4x200 m ștafetă      | 1:27,82 | CSM Ploiești Costin Homiuc Petre Rezmiveș Bogdan Oprina Cristian Radu | 12 martie 2017    |                       | Istanbul, Turcia    |
| 4x400 m ștafetă      | 3:10,36 | România · Andrei Niculiță · Mihai Dringo · Denis Toma · Robert Parge  | 5 martie 2022     | Campionatele Europene | Istanbul, Turcia    |

### Feminin
| Probă                | Record | Atlet                                                                              | Data                | Întâlnire               | Loc                      |
| -------------------- | --- | ---------------------------------------------------------------------------------- | ------------------- | ----------------------- | ------------------------ |
| 60 m                 | 7,22 | Iolanda Oanță                                                                      | 7 februarie 1992    |                         | București, România       |
| 60 m                 | 7,22 | Mirela Dulgheru                                                                    | 23 ianuarie 1993    |                         | Bacău, România           |
| 200 m                | 22,39 | Ionela Târlea                                                                      | 6 martie 1999       | Campionatele Mondiale   | Maebashi, Japonia        |
| 400 m                | 50,56 | Ionela Târlea                                                                      | 1 martie 1998       | Campionatele Europene   | Valencia, Spania         |
| 800 m                | 1:59,00 | Doina Melinte                                                                      | 8 februarie 1987    |                         | Budapesta, Ungaria       |
| 1500 m               | 4:00,27+ | Doina Melinte                                                                      | 9 februarie 1990    |                         | East Rutherford, SUA     |
| milă                 | 4:17,14 | Doina Melinte                                                                      | 9 februarie 1990    |                         | East Rutherford, SUA     |
| 3000 m               | 8:32,88 | Gabriela Szabo                                                                     | 18 februarie 2001   | AVIVA Indoor Grand Prix | Birmingham, Regatul Unit |
| 5000 m               | 14:47,35 | Gabriela Szabo                                                                     | 13 februarie 1999   |                         | Dortmund, Germania       |
| 60 m garduri         | 7,86 | Mihaela Stoica-Pogăcean                                                            | 5 martie 1988       |                         | Budapesta, Ungaria       |
| 60 m garduri         | 7,86 | Mihaela Stoica-Pogăcean                                                            | 5 martie 1989       |                         | Bacău, România           |
| Săritură în înălțime | 2,03 m | Monica Iagăr                                                                       | 23 ianuarie 1999    |                         | București, România       |
| Săritură cu prăjina  | 4,25 m | Gabriela Mihalcea                                                                  | 13 februarie 1999   | Athina                  | Atena, Grecia            |
| Săritură în lungime  | 6,99 m | Mirela Dulgheru                                                                    | 23 ianuarie 1993    |                         | Bacău, România           |
| Triplusalt           | 14,94 m | Cristina Nicolau                                                                   | 5 februarie 2000    |                         | București, România       |
| Aruncarea greutății  | 20,57 m | Mihaela Loghin                                                                     | 22 februarie 1987   |                         | București, România       |
| pentatlon            | 4753 | Liliana Năstase                                                                    | 9/10 februarie 1993 |                         | Bacău, România           |
| pentatlon            | 8,17 (60 m garduri), 1,75 m (săritură în înălțime), 13,94 m (aruncarea greutății), 6,67 m (Săritură în lungime), 2:14,88 (800 m) |                                                                                    |                     |                         |                          |
| 3000 m marș          | 11:40,33 | Claudia Ștef                                                                       | 30 ianuarie 1999    |                         | București, România       |
| 4x200 m ștafetă      | 1:40,27 | CS Rapid București E. Constantinescu Marinela Lazăr Mihaela Pogăcean Iolanda Oanță | 16 februarie 1991   |                         | Bacău, România           |
| 4x400 m ștafetă      | 3:30,06 | România · Angela Moroșanu · Alina Rîpanu · Maria Rus · Ionela Târlea               | 7 martie 2004       | Campionatele Mondiale   | Budapesta, Ungaria       |

+ = en route to a longer distance

# = neoficial

m = manual

X = fără test antidoping